# Divergence (nucléaire)
 (signalé en juillet 2025).
Si vous disposez d'ouvrages ou d'articles de référence ou si vous connaissez des sites web de qualité traitant du thème abordé ici, merci de compléter l'article en donnant les références utiles à sa vérifiabilité et en les liant à la section « Notes et références ».
- Archive Wikiwix
- Bing
- Cairn
- DuckDuckGo
- E. Universalis
- Gallica
- Google
- G. Books
- G. News
- G. Scholar
- Persée
- Qwant
- (zh) Baidu
- (ru) Yandex
- (wd) trouver des œuvres sur Wikidata

Pour les articles homonymes, voir Divergence.
En physique nucléaire, on appelle divergence d'une pile (ou d'un réacteur) le fait de commencer la réaction en chaîne de fission (ou de fusion pour les réacteurs du futur type ITER). Cette réaction en chaîne est actuellement possible dans certaines conditions (conditions géométriques, et conditions de modération), et avec certains types de combustible (pour le moment UO2, PuO2, et MOX principalement). Le terme de divergence vient du fait que la réaction de fission nécessite seulement un neutron pour s'amorcer, et en produit plus d'un (cf la vignette). Les neutrons excédentaires servent à créer d'autres fissions.

Exemple d'une fission nucléaire de l'uranium. Dans cet exemple, la fission consomme un neutron et en produit trois, ce qui est favorable à la divergence.

- Lorsque l'on démarre un réacteur nucléaire, l'objectif est d'avoir plus de neutrons produits que de neutrons consommés. Cette étape de divergence est contrôlée à chaque démarrage de réacteur nucléaire afin que la réaction ne s'emballe pas.
- Lorsque la puissance recherchée est atteinte, on absorbe les neutrons excédentaires afin de stabiliser le réacteur à l'aide de barres de contrôle en argent-indium-cadmium, ou en augmentant la concentration en bore (absorbant neutronique) du bain dans lequel sont plongées les gaines de combustible : on cherche à mettre fin à la divergence.
- Lorsque le réacteur atteint son fonctionnement nominal (à la puissance requise), l'objectif est de garder une population de neutrons constante, c'est-à-dire que l'on cherche à avoir autant de neutrons produits que de neutrons consommés.

Le tableau suivant indique le nombre de neutrons libérés en moyenne et par fission par neutron thermique en fonction du noyau considéré :
| Noyau considéré | Nombre moyen de neutrons libérés |
| --------------- | -------------------------------- |
| 233U            | 2,49                             |
| 235U            | 2,48                             |
| 238U            | —                                |
| Uranium naturel | 2,48                             |
| 239Pu           | 2,90                             |
| 241Pu           | 3,00                             |

De manière plus précise, la formules des quatre facteurs de Fermi décrit bien l'évolution de la population de neutrons dans un réacteur.